# Малужина
Малужина (словац. Malužiná) — село, громада округу Ліптовський Мікулаш, Жилінський край, регіон Ліптов. Кадастрова площа громади — 39,48 км².
Населення 240 осіб (станом на 31 грудня 2018 року).

## Історія
Малужина згадується 1750 року.

## Географія
Протікають річки
- Годруша
- Малужина
- Свидовський потік[7]
- Хорупнянський потік[8][9][10].

## Населення
| Рік:            | 1994. | 2004.   | 2014.    | 2024.   |
| --------------- | ----- | ------- | -------- | ------- |
| Кількість осіб: | 289   | 286     | 257      | 235     |
| Різниця:        |       | -1,03 % | -10,13 % | -8,56 % |

| Рік:            | 2023. | 2024. |
| --------------- | ----- | ----- |
| Кількість осіб: | 235   | 235   |
| Різниця:        |       | +0 %  |